# Claviceps africana
Claviceps africana är en svampart som beskrevs av Freder., Mantle & De Milliano 1991. Claviceps africana ingår i släktet Claviceps och familjen Clavicipitaceae.   Inga underarter finns listade i Catalogue of Life.